# Retransmisión rápida
Retransmisión rápida es una mejora a  TCP que reduce el tiempo que espera un emisor antes de retransmitir un segmento extraviado.
Un emisor TCP utiliza un temporizador para reconocer segmentos perdidos. Si un acuse de recibo de un segmento en particular no se recibe en un tiempo determinado (en función del RTT), el emisor asumirá que el segmento se ha perdido en la red, y retransmitirá el segmento. 
La mejora de retransmisión rápida funciona de la siguiente forma: si un emisor TCP recibe tres acuses de recibo duplicados con el mismo número de acuse de recibo (esto es, un total de cuatro acuses de recibo (primer acuse y tres duplicados) con el mismo número de acuse de recibo), el emisor puede estar razonablemente seguro de que el segmento con el siguiente número de secuencia se ha perdido, y no que llegará desordenado. El emisor retransmitirá el paquete que se supone perdido sin esperar a que expire su temporizador.